# Gennadij Timčenko
Gennadij Nikolajevič Timčenko (rusky: Генна́дий Никола́евич Ти́мченко) (9. listopadu 1952, Leninakan, Arménská SSR, Sovětský svaz) je rusko-finský podnikatel, oligarcha, který je považován za blízkého spojence ruského prezidenta Vladimira Putina.
Je předsedou představenstva Kontinentální hokejové ligy, prezidentem ruského hokejového klubu SKA Petrohrad a spolumajitel finského hokejového klubu Jokerit Helsinky.
Podle časopisu Forbes podniká v různých subjektech v plynárenství, dopravě a stavebnictví. Jedná se například o plynárenskou firmu Novatek, petrochemickou firmu Sibur Holding, provozovatele železniční dopravy Transoil, stavební firmu STG Group nebo pojišťovnu Sogaz. Jeho majetek je odhadován na téměř 10 miliard dolarů a tak patří mezi nejbohatší Rusy.
Timčenko je uváděn jako jeden z tzv. pokladníků ruského prezidenta Putina, který spravoval jeho peníze ve Švýcarsku a ve světě. Kvůli těmto vazbám se po ruské invazi na Ukrajinu 28. února 2022 dostal na seznam osob, které nesmí do Evropské unie, a jejichž aktiva jsou na jejím území zmrazena. O několik dní později byla italskou finanční policií zabavena jeho 40 metrů dlouhá jachta Lena.
V prosinci 2022 Finsko zmrazilo majetek Gennadiji Timčenkovi, včetně podílu ve sportovní hale Hartwall Arena a hotelovém komplexu, který patřil firmě Langvik Capital, jejímž majitelem byl Timčenkův obchodní partner.